# Nūjeh Deh-e Kūh
Nūjeh Deh-e Kūh (persiska: نوجه ده کوه) är en ort i Iran.   Den ligger i provinsen Östazarbaijan, i den nordvästra delen av landet, 500 km nordväst om huvudstaden Teheran. Nūjeh Deh-e Kūh ligger 2 492 meter över havet och antalet invånare är 700.
Terrängen runt Nūjeh Deh-e Kūh är lite bergig. Runt Nūjeh Deh-e Kūh är det ganska glesbefolkat, med 43 invånare per kvadratkilometer. Närmaste större samhälle är Kargān-e Qadīm, 15,2 km nordost om Nūjeh Deh-e Kūh. Trakten runt Nūjeh Deh-e Kūh består i huvudsak av gräsmarker.